# Kashmireuma nepalensis
Kashmireuma nepalensis är en mångfotingart som beskrevs av Jean-Paul Mauriès 1988. Kashmireuma nepalensis ingår i släktet Kashmireuma och familjen Kashmireumatidae. Inga underarter finns listade i Catalogue of Life.